# Gaidžiabalės samanynė
Gaidžiabalės samanynė este o arie protejată (arie specială de conservare — SAC, sit de importanță comunitară — SCI) din Lituania întinsă pe o suprafață de 172 ha, integral pe uscat.

## Localizare
Centrul sitului Gaidžiabalės samanynė este situat la coordonatele 56°07′30″N 25°35′27″E / 56.125°N 25.5908°E.

## Înființare
Situl Gaidžiabalės samanynė a fost declarat sit de importanță comunitară în mai 2005 pentru a proteja un număr necunoscut de specii din flora spontană și fauna sălbatică aflate în arealul zonei. Situl a fost protejat și ca arie specială de conservare în decembrie 2018.

## Biodiversitate
Situată în ecoregiunea boreală, aria protejată conține 2 habitate naturale: Turbării active, Mlaștini împădurite.
La baza desemnării sitului se află un număr nedeclarat de specii protejate.
Pe lângă speciile protejate, pe teritoriul sitului au mai fost identificate 6 specii de păsări.